# Robert Braber
Robert Braber (Rotterdam, 9 november 1982) is een voormalig Nederlands voetballer die als middenvelder speelde.

## Carrière
In de jeugd speelde Braber bij Kogelvangers uit Willemstad. Hij vertrok naar RBC om daarna op vijftienarige leeftijd toch weer terug te keren bij Kogelvangers. Daarmee promoveerde hij naar de 1ste klasse. Braber werd daarop gescout door Excelsior, waar hij zijn eerste profcontract (tweejarig) tekende.
Na twee jaar bij Excelsior tekende Braber bij NAC Breda. Daar kwam hij niet aan spelen toe en werd daarom verhuurd aan Helmond Sport, waar hij vrijwel iedere wedstrijd in de basis stond. In 2006 keerde hij terug naar Excelsior. Dit deed hem na het aflopen van zijn contract in juni 2009 geen nieuwe aanbieding, waarop Braber in 2009 transfervrij overstapte naar FC Ingolstadt 04, op dat moment uitkomend in de 3. Liga. Hij tekende er een contract voor één jaar.
Op 2 mei 2010 maakte RKC Waalwijk bekend dat het Braber onder contract nam. Met die club promoveerde hij in 2011 naar de Eredivisie, om daar vervolgens drie jaar in te blijven. Braber degradeerde op zondag 18 mei 2014 met RKC vervolgens weer naar de Eerste divisie, na een nederlaag (over twee wedstrijden) in de play-offs tegen SBV Excelsior. Hij begon het seizoen 2014-2015 nog in Waalwijk, maar op de slotdag van de zomerse transfermarkt dat jaar haalde Willem II hem terug naar de Eredivisie. Hij eindigde het seizoen met de club in 2014/15 op de negende plaats en in 2015/16 op de zestiende, waarna hij met Willem II via de play-offs 2016 behoud afdwong. Nadat Willem II in juni 2016 zijn contract niet verlengde, ging Braber transfervrij naar Helmond Sport. Hier tekende hij een verbintenis tot medio 2018.
In maart 2018 stopte Braber stopt als profvoetballer en werd een jaar lang teammanager van het eerste elftal van RKC Waalwijk. Tot januari 2020 bleef hij verbonden aan de club, het laatste jaar als accountmanager... In 2021 werd hij hoofdtrainer van de tweede klasser en gevallen profclub RBC. In deze hoedanigheid was hij actief tot 10 februari 2022. In het seizoen 2023/2024 wordt bekend dat Braber assistent-trainer bij TOP wordt.

## Clubstatistieken
| Seizoen | Club             | Competitie     | Duels | Goals |
| ------- | ---------------- | -------------- | ----- | ----- |
| 2004/05 | NAC Breda        | Eredivisie     | 0     | 0     |
| 2004/05 | → Helmond Sport  | Eerste divisie | 16    | 2     |
| 2005/06 | → Helmond Sport  | Eerste divisie | 34    | 6     |
| 2006/07 | Excelsior        | Eredivisie     | 8     | 1     |
| 2007/08 | Excelsior        | Eredivisie     | 23    | 1     |
| 2008/09 | Excelsior        | Eerste divisie | 31    | 10    |
| 2009/10 | FC Ingolstadt 04 | 3. Liga        | 20    | 1     |
| 2010/11 | RKC Waalwijk     | Eerste divisie | 30    | 8     |
| 2011/12 | RKC Waalwijk     | Eredivisie     | 32    | 4     |
| 2012/13 | RKC Waalwijk     | Eredivisie     | 34    | 4     |
| 2013/14 | RKC Waalwijk     | Eredivisie     | 28    | 3     |
| 2014/15 | RKC Waalwijk     | Eerste divisie | 4     | 1     |
| 2014/15 | Willem II        | Eredivisie     | 28    | 3     |
| 2015/16 | Willem II        | Eredivisie     | 25    | 0     |
| 2016/17 | Helmond Sport    | Eerste divisie | 32    | 3     |
| 2017/18 | Helmond Sport    | Eerste divisie | 34    | 6     |
| Totaal  | Totaal           | Totaal         | 379   | 53    |

Bijgewerkt op 27 mei 2018